# 顧覬之
顧 覬之（こ きし、392年 - 467年）は、南朝宋の官僚。字は偉仁。本貫は呉郡呉県。

## 経歴
顧黄老の子として生まれた。呉郡主簿を初任とした。元嘉元年（424年）、謝晦が荊州刺史となると、覬之はその下で南蛮功曹となり、衛軍参軍となった。元嘉3年（426年）、王弘に召されて揚州主簿となった。元嘉5年（428年）、王弘の下で衛軍参軍となった。後に塩官県令に転じた。元嘉9年（432年）、衡陽王劉義季の下で右軍主簿となった。さらに尚書都官郎や護軍司馬をつとめた。ときに彭城王劉義康が政権を握り、殷景仁と劉湛の対立が激しくなると、覬之は殷景仁と長く接することを望まず、脚の病気を理由に辞職して帰郷した。後に劉義康が失脚すると、覬之は官に復帰して東遷県令や山陰県令をつとめ、治績を挙げた。建康に召還され、揚州治中従事史となった。
元嘉21年（444年）、広陵王劉誕の下で北中郎左司馬となった。元嘉26年（449年）、廬陵王劉紹の下で揚州別駕従事史となった。後に尚書吏部郎に転じた。元嘉30年（453年）、劉劭が文帝を殺害して帝を称すると、朝士の多くは転任させられたが、覬之はひとり官を動かなかった。孝武帝が即位すると、覬之は御史中丞に任じられた。孝建元年（454年）、義陽王劉昶の下で東中郎長史・寧朔将軍となり、会稽郡の事務を代行した。まもなく建康に召還されて右衛将軍となり、本邑中正を兼ねた。孝建2年（455年）5月、湘州刺史に任じられた。
大明元年（457年）、建康に召還されて度支尚書を代行し、揚州中正を兼ねた。大明2年（458年）、吏部尚書に転じた。大明4年（460年）、致仕を求めたが、許可されなかった。左軍将軍の号を加えられ、呉郡太守として出向した。大明8年（464年）、再び吏部尚書となり、給事中の任を加えられた。会稽郡の任を望んだが叶わず、再び呉郡太守となった。孝武帝の寵臣の戴法興と距離を置いたため、覬之は光禄大夫の位を受け、金章紫綬を加えられて、引退させられた。
泰始2年（466年）、明帝の即位に対抗して各地で反乱が起こった。覬之の家は尋陽にあったため、尋陽王劉子房が覬之に官位や将軍号を加えようとしたが、覬之は受けず、反乱側に加担しなかった。明帝が東方を平定すると、覬之は左将軍・呉郡太守に任じられ、散騎常侍の位を加えられた。10月、再び湘州刺史となった。泰始3年（467年）、死去した。享年は76。鎮軍将軍の位を追贈された。諡は簡子といった。

## 子女
- 顧約
- 顧緝
- 顧綽
- 顧縝
- 顧緄

## 伝記資料
- 『宋書』巻81 列伝第41
- 『南史』巻35 列伝第25